# 보렐 부분군
대수군 이론에서, 보렐 부분군(Borel部分群, 영어: Borel subgroup)은 대수군의 극대 가해 부분군이다. 보렐 부분군을 포함하는 부분군을 포물형 부분군(抛物型部分群, 영어: parabolic subgroup)이라고 한다.

## 정의
다음 데이터가 주어졌다고 하자.
- 대수적으로 닫힌 체 {\displaystyle K}
- {\displaystyle K} 위의 (자리스키 위상에서) 연결 대수군 {\displaystyle G\to \operatorname {Spec} K}

{\displaystyle G}의 보렐 부분군은 다음과 같이 두 가지로 정의될 수 있으며, 두 정의는 서로 동치이다.

### 정의 1
{\displaystyle G}의 부분군 가운데, 다음 세 조건들을 만족시키는 것들을 생각하자.
- 자리스키 위상에 대하여 닫힌집합이다.
- 자리스키 위상에 대하여 연결 공간이다.
- 군으로서 가해군이다.

이들은 포함 관계에 대하여 부분 순서 집합을 이룬다. 이 부분 순서 집합의 극대 원소를 보렐 부분군이라고 한다.:190, Definition 7.4.1.1
대수군 {\displaystyle G}의 부분 대수군 가운데, {\displaystyle G}의 어떤 보렐 부분군을 포함하는 것을 포물형 부분군(抛物型部分群, 영어: parabolic subgroup)이라고 한다.

### 정의 2
{\displaystyle G}의 부분군 {\displaystyle H\leq G} 가운데, 잉여류 공간 {\displaystyle G/H}가 {\displaystyle K}-완비 대수다양체를 이루는 것을 {\displaystyle G}의 포물형 부분군이라고 한다.
포물형 부분군들은 포함 관계에 따라 부분 순서 집합을 이룬다. 이 부분 순서 집합의 최소 원소를 보렐 부분군이라고 한다.

## 성질
보렐 부분군은 켤레 아래 유일하다.:190, Theorem 7.4.1.1 즉, 대수적으로 닫힌 체 {\displaystyle G} 위의 대수군 {\displaystyle G}의 임의의 두 보렐 부분군 {\displaystyle H,H'\leq G}가 주어졌을 때,
{\displaystyle H'=gHg^{-1}}
가 되는 {\displaystyle g\in G}가 존재한다.

### 보렐 부분 리 대수
체 {\displaystyle K} 위의 반단순 리 대수 {\displaystyle {\mathfrak {g}}}가 주어졌다고 하자. 그렇다면, {\displaystyle {\mathfrak {g}}}의 부분 리 대수 가운데, 가해 리 대수인 것들을 생각할 수 있다. 이들은 포함 관계에 대하여 부분 순서 집합을 이룬다. 그 극대 원소를 {\displaystyle {\mathfrak {g}}}의 보렐 부분 리 대수(영어: Borel subalgebra)라고 한다.
{\displaystyle \mathbb {K} \in \{\mathbb {R} ,\mathbb {C} \}}일 때, 유한 차원 {\displaystyle \mathbb {K} }-반단순 리 대수 {\displaystyle {\mathfrak {g}}} 및 그 보렐 부분 리 대수 {\displaystyle {\mathfrak {b}}}를 생각하자. 그렇다면, {\displaystyle {\mathfrak {g}}}를 리 군으로 갖는 임의의 대수적 리 군 {\displaystyle G}에 대하여,  {\displaystyle G}의 보렐 부분군은 리 군이며, 그 리 대수는 {\displaystyle {\mathfrak {b}}}와 동형이다.

## 예

### 자명한 경우
대수적으로 닫힌 체 {\displaystyle K} 위의 가해 연결 대수군 {\displaystyle G}의 유일한 보렐 부분군 및 유일한 포물형 부분군은 {\displaystyle G} 자신이다. 이 경우 {\displaystyle G/G\cong \operatorname {Spec} K}는 자명하게 {\displaystyle K}-완비 대수다양체를 이룬다.

### 일반 선형군
대수적으로 닫힌 체 {\displaystyle K} 위의 일반 선형군 {\displaystyle \operatorname {GL} (n;K)}을 생각하자. 그 위의 가역 상삼각 행렬들의 부분군
{\displaystyle B=\left\{{\begin{pmatrix}m_{11}&m_{12}&\dotsm &m_{n,n-1}&m_{n,n}\\0&m_{22}&\dotsm &m_{2,n-1}&m_{2,n}\\\vdots &&\ddots &\vdots &\vdots \\0&&&m_{n-1,n-1}&m_{n-1,n}\\0&0&\dotsm &0&m_{nn}\end{pmatrix}}\colon m_{i,j}\in K,\;m_{ii}\neq 0\forall i=1,\dotsc ,n\right\}\subseteq \operatorname {GL} (n;K)}
은 {\displaystyle \operatorname {GL} (n;K)}의 보렐 부분군이다.
이 경우 {\displaystyle \operatorname {GL} (n;K)/B}는 기 대수다양체이다.

### 표준 보렐 부분 리 대수
복소수체 위의 반단순 리 대수 {\displaystyle {\mathfrak {g}}}를 생각하자. 이 경우, 다음 데이터를 고를 수 있다.
- 카르탕 부분 대수 {\displaystyle {\mathfrak {h}}\subseteq {\mathfrak {g}}}
- 양근 집합 {\displaystyle \Delta ^{+}({\mathfrak {g}},{\mathfrak {h}})\subseteq \Delta ({\mathfrak {g}},{\mathfrak {h}})}

그렇다면, 멱영 리 대수
{\displaystyle {\mathfrak {n}}=\bigoplus _{\alpha \in \Delta ^{+}({\mathfrak {g}},{\mathfrak {h}})}{\mathfrak {g}}_{\alpha }}
를 정의할 수 있다. 이 경우 {\displaystyle {\mathfrak {h}}\oplus {\mathfrak {n}}}을 {\displaystyle {\mathfrak {g}}}의 표준 보렐 부분 리 대수(標準Borel部分Lie代數, 영어: standard Borel subalgebra)라고 하며, 이는 {\displaystyle {\mathfrak {g}}}의 보렐 부분 리 대수를 이룬다.

## 역사
아르망 보렐이 도입하였다.